# علي فقيه (لاعب كرة قدم)
علي فقيه هو لاعب كرة قدم لبناني في مركز حراسة المرمى، ولد في 12 أبريل 1967 في لبنان. شارك مع منتخب لبنان لكرة القدم.

## وصلات خارجية
- علي فقيه على موقع قاعدة بيانات كرة القدم.إي يو (الإنجليزية)
- علي فقيه على موقع ناشيونال فوتبول تيمز (الإنجليزية)
- علي فقيه على موقع كووورة
- علي فقيه على موقع GSA (الإنجليزية)